# Pierre Arnauld de La Briffe
Pierre Arnauld de La Briffe (6 mai 1772 - Paris † 11 septembre 1839 - Arcis-sur-Aube), fut un militaire et homme politique français du XIXe siècle.

## Biographie
Seigneur d'Arcis-sur-Aube avant la Révolution française, descendant de Arnaud II de Labriffe, marquis de Ferrières-en-Brie, il suit la carrière militaire et devient rapidement capitaine de cavalerie. Mais la Révolution l'empêche de prendre le commandement de sa compagnie. Pour dissimuler son origine noble, il se fait imprimeur. Le danger passé, il se retire sur ses terres jusqu'à l'établissement du gouvernement impérial.
« Labriffe est un grand et gros homme », lit-on dans le Guide électoral par Brissot-Thivars (1820), qui ne pouvait échapper à l'œil de Napoléon. Ce dernier le nomme chambellan, titre qu'il accepte. Les sources ne s'accordent pas pour dire si ce fut malgré lui ou s'il l'avait sollicité. Napoléon dit un jour, en parlant d'un de ses chambellans, dont la taille était fort élevée : 

« Je ne sais comment fait ce diable d'homme ; il est deux fois plus grand que moi, et quand je lui parle, je suis obligé de me baisser. »

Une plaisanterie d'aussi mauvais goût ne s'adressait point au comte de Labriffe, qui était, comme nous l'avons dit, chambellan malgré lui.
Il est fait comte de l'Empire le 16 octobre 1810. Il est envoyé à S.M. Joachim Murat lui porter la nouvelle de la naissance du Roi de Rome et, toujours malgré lui, il reçoit la grande décoration de l'Ordre des Deux-Siciles.
Labriffe salue la Restauration avec allégresse. Passant de l'antichambre de Napoléon Ier au grade d'officier supérieur des chevau-légers de la Maison du Roi, il est décoré de la croix de Saint-Louis. Au retour de Napoléon, il retourne vers ses terres de Champagne afin de rallier les braves de cette contrée et marcher à leur tête contre l'« usurpateur ». Toutefois, Napoléon arrivant à Paris, ce projet n'est pas mené à terme.
À la seconde Restauration, il est nommé colonel des dragons de la Manche ; c'est un des plus forts colonels de la nouvelle armée.
Élu député le 22 août 1815 par le collège de département de l'Aube avec 116 voix (161 votants, 215 inscrits), M. de La Briffe siège dans la majorité de la Chambre introuvable et obtient sa réélection le 4 octobre 1816, par 75 voix (148 votants, 213 inscrits). Assis du côté droit, il se prononce, en 1819, pour les lois d'exception et pour le nouveau système électoral. Quittant la Chambre en 1821, il y reparaît aux élections du 24 novembre 1827 : le même collège l'y renvoie avec 112 voix (133 votants, 150 inscrits), contre 21 à M. Fadate de Saint-Georges. Dans l'intervalle, le 5 mars 1823 M. de La Briffe est promu maréchal de camp. Il vote pour le ministère Polignac contre les 221 et est encore réélu député le 19 juillet 1830 par 76 voix (148 votants, 156 inscrits), contre 70 à M. Guérard de Bailly.
Rallié à la Monarchie de Louis-Philippe Ier, il prête serment au nouveau régime ; mais appelé à la Chambre des pairs par une ordonnance du 11 octobre 1832, il n'accuse pas réception de sa nomination et ne vient pas siéger.
La Briffe meurt le 11 septembre 1839 à Arcis-sur-Aube et est inhumé au cimetière de cette commune.

### Vie familiale
Fils de Arnauld Barthelemy de Labriffe ( † 28 septembre 1776), marquis de La Briffe, baron d'Arcis-sur-Aube, maître de camp en second au régiment des dragons de la Reine et de Catherine Elisabeth de Laverdy (née le 22 décembre 1753), il se marie, le 20 octobre 1814 avec Marie Geneviève Joséphine (28 mai 1785 - Paris † 7 octobre 1849 - Gambais), fille de Jean Baptiste Camille de Canclaux, veuve de Auguste François-Marie de Colbert-Chabanais. De leur union naquit :
- Camille Pierre (6 septembre 1818 - Paris † 24 mai 1861 - Paris), marquis de Labriffe, marié le 18 décembre 1848 avec Agathe Marie Pandin de Narcillac (3 décembre 1829 - Paris † 22 décembre 1889 - Paris), dont postérité.

## États de service
- Capitaine de cavalerie (la Révolution l'empêche de prendre le commandement de sa compagnie) ;
- Officier supérieur des chevau-légers de la Maison du Roi (première Restauration) ;
- Colonel des dragons de la Manche (seconde Restauration) ;
- Maréchal de camp (5 mars 1823).

## Décorations
- Grand dignitaire de l'Ordre royal des Deux-Siciles ;
- Chevalier de l'ordre royal et militaire de Saint-Louis

## Titres
- Seigneur d'Arcis-sur-Aube avant la Révolution française ;
- Comte de l'Empire le 16 octobre 1810.

## Autres fonctions
- Chambellan de Napoléon Ier ;
- Envoyé en mission auprès de Joachim Murat pour annoncer la naissance du roi de Rome ;
- Député de l'Aube :
  - élu 22 août 1815 ;
  - réélu le 4 octobre 1816 ;
  - quitte la Chambre en 1821 ;
  - réélu le 24 novembre 1827 ;
  - réélu le 19 juillet 1830 ;
- Pair de France (ordonnance du 11 octobre 1832, pour laquelle il n'accusa pas réception : il ne vint pas siéger).

## Armoiries
| Image | |
| ----- | --- |
|       | Armes de la famille de La Briffe D'argent à un lion de gueules ; à la bordure d'argent chargée de six merlettes de sable.                                                                              |
|       | Armes du comte Pierre Arnaud de La Briffe D'argent au lion de gueules, à la bordure du premier chargée de six merlettes de sable ; au canton des Comtes Officiers de la Maison de l'Empereur brochant. |